# Автоклавен клетъчен бетон
Автоклавен клетъчен бетон или само клетъчен бетон или разговорно газобетон е вид строителен материал, създаден за първи път от шведския архитект и изобретател Юхан Аксел Ериксон. Това е сравнително лек строителен материал, който съчетава здравина, изолация, огнеупорност и е неприветлива среда за развитието на плесени. Автоклавният клетъчен бетон се отлива под формата на тухли, панели, подови и покривни настилки.
Материалът от този тип е рафиниран се използва, както за външна конструкция, така и за вътрешни изолация и градеж. Освен изолационните качества, други преимущества на автоклавния клетъчен бетон са бързината и удобството на изграждане на елементи, тъй като материалът може да се реже и пробива относително лесно. Автоклавният клетъчен бетон е материал с употреба в индустрията за повече от 70 години.

## История
Автоклавният клетъчен бетон е създаден през средата на 20-те години на 20 век от шведския архитект и изобретател Юхан Аксел Ериксон в лабораториите на Кралския технологичен институт в Стокхолм. През 1929 е произведен първият автоклавен клетъчен бетон в завода в Yxhult. През 40-те години на 20 век е създадена и търговската марка ИТОНГ (YTONG), под която е известен почти по целия свят и която се е превърнала в нарицателно за този тип материал.

## Предимства
Той притежава няколко забележителни предимства пред други строителни материали на циментова основа, като едно от най-важните е щадящото въздействие върху околната среда.
- Подобрява енергийната ефективност и намалява потребностите от отопление и охлаждане на сградите
- Порьозната структура допринася за превъзходна огнеустойчивост
- Отличната обработваемост позволява прецизно рязане, което свежда до минимум отделянето на твърд отпадък в процеса на употреба
- Ефективното на използване на ресурсите намалява влиянието върху околната среда във всички фази на жизнения цикъл – от преработката на използваните суровни до третирането на отпадъците
- Ниската плътност спестява разходи и енергия за транспорт и работна ръка и намалява сеизмичния риск (увеличава шансовете за оцеляване при сеизмична активност)
- Голямоформатните блокове спомагат за ускоряване на зидарските работи
- Намаляват се проектните разходи
- Щадящ околната среда: използването на автоклавен клетъчен бетон помага отпадъците да се намалят с над 30% в сравнение с използването на обикновен бетон. Налице е 50% намаляване на парниковите газове. Използването на автоклавен клетъчен бетон, когото е възможно, е по-добрият избор за околната среда
- Спестява енергия: материалът притежава свойства на отличен изолатор, което води до лесно поддъръжане на подходящи условия за обитаване. При използването на материала обикновено не е необходимо полагането на допълнителна топлоизолация
- Огнеустойчивост: Също како обикновения бетон, автоклавният клетъчен бетон е огнеустойчив. Материалът е изцяло неорганичен и негорим
- Чудесна паропропускливост: Материалът е с дифузно отворена структура и позволява преминаването на водни пари. Това води до намаляване на влагата в сградата. Автоклавният клетъчен бетон абсорбира и освобождава влага. Това помага да се избегне кондензно оросяване и други проблеми, свързани с появата на мухъл
- Не е токсичен: Автоклавъчният клетъчен бетон не съдържа никакви токсични газове или други токсични вещества. Не привлича гризачи и други вредители и те не могат да го повредят.
- Изключително лек: блоковете от автоклавен клетъчен бетон са пет пъти по-леки от обикновения бетон. Също така те се произвеждат в удобни за работа формати за бързо строителство
- Точност: блоковете и панелите от автоклавен клетъчен бетон получават необходимите им точни размери още във фабриката. Това води до намаляване на необходимостта от допълнителна обработка на обекта. От друга страна отличното напасване на блоковете и панелите намалява количеството на използваните крайни покрития, например на мазилките.
- Дълготрайност: жизненият цикъл на този материал е удължен, тъй като не се влияе от сурови климатични условия или от екстремни промени във времето. Нормални климатични условия не го увреждат.
- Лесен за използване: Тъй като материалът е лек и с него се работи лесно, изпълнението е много по-бързо и безпроблемно.